# Citronduva
Citronduva (Aplopelia larvata) är en fågel i familjen duvor inom ordningen duvfåglar. Den förekommer i skogar i stora delar av Afrika söder om Sahara. Beståndet tros vara livskraftigt.

## Utseende och läte
Citronduvan är en mörk, medelstor duva med ljust ansikte. I flykten uppvisar den ljusgrå hörn på stjärten. Fjäderdräkten i övrigt varierar geografiskt, där fåglar i östra och södra Afrika är rostfärgade undertill och de i centrala och västra delarna är grå. Lätet är ett djupt hoande som vanligen levereras i en långsam serie men som också kan snabbas upp.

## Utbredning och systematik
Citronduva delas upp i sex underarter:
- Aplopelia larvata inornata – från Sierra Leone till Liberia, sydöstra Nigeria, Kamerun, Gabon och Bioko
- Aplopelia larvata principalis – på Príncipe
- Aplopelia larvata simplex – på São Tomé
- Aplopelia larvata bronzina – sydöstra Sudan och Etiopien
- Aplopelia larvata larvata – södra Sudan samt centrala och östra Uganda till Sydafrika
- Aplopelia larvata jacksoni – östra Demokratiska republiken Kongo och sydvästra Uganda till västra Tanzania
- Aplopelia larvata samaliyae – Angola, södra Demokratiska republiken Kongo och nordvästra Zambia

## Levnadssätt
Citronduvan hittas i undervegetation inne i tät skog. Den är skygg och ses ofta inte förrän den skräms upp och ljudligt flaxar iväg.

## Status och hot
Arten har ett stort utbredningsområde, men tros minska i antal, dock inte tillräckligt kraftigt för att den ska betraktas som hotad. Internationella naturvårdsunionen IUCN listar arten som livskraftig (LC).